# Tommy Ho
Thomas "Tommy" Ho, né le 17 juin 1973 à Winter Haven en Floride aux États-Unis, est un ancien joueur américain de tennis.
Il débute avec une carrière en junior très prometteuse où il bat des records de précocités, il remporte 17 titres aux États-Unis, deux Orange Bowl et l'USTA National Championships, la presse Américaine du tennis le nomme junior de l'année. Il devient le plus jeune joueur à entrer dans le tableau principal de l'US open en 1988 à 15 ans et 2 mois, il s'incline face à Johan Kriek 6–4, 7–6, 7–6. Il devient le mois suivant le deuxième plus jeune joueur après Franco Davín à remporter un match sur le circuit ATP en battant Matt Anger à Rye Brook 6–4, 3–6, 6–4.
Vainqueur au Masters 1000 d'Indian Wells et demi-finaliste avec Brett Steven à Roland-Garros en 1995 il finit l'année septième meilleure équipe de double au monde et participe au Masters de double mais ne dépasse pas les poules avec une seule victoire (contre Mark Knowles et Daniel Nestor) sur trois rencontres. 
Ses meilleurs résultats seront obtenus en double. Le joueur le mieux classé qu'il ait battu en simple est Sergi Bruguera alors no 4.
En 1995, Ho et Brett Steven deviennent les plus rapides perdants d'un match en Grand Chelem. À Wimbledon dans le premier point du match Ho tente d'intercepter le retour de service et se blesse le dos. La paire déclare forfait aussitôt après à 5 secondes de match, 0/15. Cette blessure au dos devint récurrente et le força à abandonner la compétition deux ans plus tard, à seulement 24 ans.
Par la suite, Ho se re-scolarisa à l'université Rice de Houston et travailla comme journaliste tennistique.

## Palmarès

### Titres en double messieurs
| No | Date       | Nom et lieu du tournoi              | Catégorie    | Dotation    | Surface         | Partenaire         | Finalistes                    | Score         |          |
| -- | ---------- | ----------------------------------- | ------------ | ----------- | --------------- | ------------------ | ----------------------------- | ------------- | -------- |
| 1  | 17-10-1994 | Salem Open Pékin                    | World Series | 295 000 $   | Moquette (int.) | Kent Kinnear       | David Adams Andreï Olhovskiy  | 7-6, 6-3      |          |
| 2  | 06-03-1995 | Newsweek Champions Cup Indian Wells | Super 9      | 1 800 000 $ | Dur (ext.)      | Brett Steven       | Gary Muller Piet Norval       | 6-4, 7-6      | Parcours |
| 3  | 17-04-1995 | Salem Open Hong Kong                | World Series | 303 000 $   | Dur (ext.)      | Mark Philippoussis | John Fitzgerald Anders Järryd | 6-1, 6-7, 7-6 |          |
| 4  | 16-10-1995 | Nokia Open Pékin                    | World Series | 303 000 $   | Moquette (int.) | Sébastien Lareau   | Dick Norman Fernon Wibier     | 7-6, 7-6      |          |

### Finales en double messieurs
| No | Date       | Nom et lieu du tournoi                            | Catégorie           | Dotation    | Surface         | Vainqueurs                     | Partenaire     | Score         |  |
| -- | ---------- | ------------------------------------------------- | ------------------- | ----------- | --------------- | ------------------------------ | -------------- | ------------- |  |
| 1  | 13-02-1995 | Kroger St. Jude Memphis                           | Championship Series | 683 000 $   | Dur (int.)      | Jared Palmer Richey Reneberg   | Brett Steven   | 4-6, 7-6, 6-1 |  |
| 2  | 06-11-1995 | Kremlin Cup Moscou                                | World Series        | 1 125 000 $ | Moquette (int.) | Byron Black Jared Palmer       | Brett Steven   | 6-4, 3-6, 6-3 |  |
| 3  | 01-01-1996 | Australian Men's Hardcourt Championships Adélaïde | World Series        | 303 000 $   | Dur (ext.)      | Mark Woodforde Todd Woodbridge | Jonas Björkman | 7-5, 7-6      |  |

## Parcours en Grand Chelem

### En double mixte
| Année | Open d'Australie          | Open d'Australie          | Roland-Garros | Roland-Garros | Wimbledon | Wimbledon | US Open | US Open |
| 1996  | 2e tour (1/8) Kimberly Po | Lisa Raymond Mark Knowles |               |               |           |           |         |         |

Sous le résultat, la partenaire ; à droite, l'ultime équipe adverse.